# Jan Vervloet
Jan Vervloet (Lubbeek, 12 augustus 1970) is een Belgische techno-tranceproducer, liedjesschrijver en dj.
Vervloet, inwoner van Tienen, werd bekend met de hit Afflitto van de formatie Fiocco. Tevens staat hij achter projecten als Thunderball, Neighbour dj's, Scoop en DHT. In de dancescene is Vervloet ook bekend als Thunder Deejay en D.-Jay Lux. Met Ghost scoorde hij als Jopan een grote hit, die zeer sterk leunde op Eko Quango's Na Mawazo uit 1983.
In 2007 richtte Jan Vervloet zijn eigen platenlabel op onder de naam ‘The Hype Records’. Als dj was hij te zien en te horen op onder meer I Love the 90s, Tomorrowland en de Cityparade.